# Liste der Bodendenkmäler in Waltenhofen
Auf dieser Seite sind die Bodendenkmäler in der schwäbischen Gemeinde Waltenhofen zusammengestellt. Diese Tabelle ist eine Teilliste der Liste der Bodendenkmäler in Bayern. Grundlage ist die Bayerische Denkmalliste, die auf Basis des Bayerischen Denkmalschutzgesetzes vom 1. Oktober 1973 erstmals erstellt wurde und seither durch das Bayerische Landesamt für Denkmalpflege geführt wird. Die folgenden Angaben ersetzen nicht die rechtsverbindliche Auskunft der Denkmalschutzbehörde.

## Bodendenkmäler der Gemeinde Waltenhofen

### Bodendenkmäler in der Gemarkung Martinszell i.Allgäu
| Lage                            | Objekt | Akten-Nr.     | Bild           |
| ------------------------------- | --- | ------------- | -------------- |
| Martinszell i.Allgäu (Standort) | Siedlung vor- und frühgeschichtlicher Zeitstellung.                                                              | D-7-8327-0025 |                |
| Martinszell i.Allgäu (Standort) | Burg des Mittelalters und der frühen Neuzeit.                                                                    | D-7-8327-0058 | weitere Bilder |
| Martinszell i.Allgäu (Standort) | Mittelalterliche und frühneuzeitliche Befunde im Bereich der Katholischen Pfarrkirche St. Martin in Martinszell. | D-7-8327-0112 |                |

### Bodendenkmäler in der Gemarkung Memhölz
| Lage               | Objekt | Akten-Nr.     | Bild |
| ------------------ | --- | ------------- | ---- |
| Memhölz (Standort) | Befestigung des Mittelalters (Burghalde).                                                                                               | D-7-8327-0022 |      |
| Memhölz (Standort) | Burgstall des Mittelalters (Hupprechts).                                                                                                | D-7-8327-0023 |      |
| Memhölz (Standort) | Burgstall des Mittelalters (Oberburg).                                                                                                  | D-7-8327-0024 |      |
| Memhölz (Standort) | Uferrandsiedlung vor- und frühgeschichtlicher oder mittelalterlicher Zeitstellung.                                                      | D-7-8327-0045 |      |
| Memhölz (Standort) | Frühneuzeitliche Befunde im Bereich des abgegangenen Schlosses in Insel.                                                                | D-7-8327-0108 |      |
| Memhölz (Standort) | Mittelalterliche und frühneuzeitliche Befunde im Bereich der Katholischen Pfarrkirche St. Andreas in Memhölz und ihrer Vorgängerbauten. | D-7-8327-0110 |      |
| Memhölz (Standort) | Befestigung der frühen Neuzeit sowie frühneuzeitliche Befunde im Bereich der abgegangenen Kapelle in Einzenberg.                        | D-7-8327-0133 |      |
| Memhölz (Standort) | Frühneuzeitliche Befunde im Bereich der Katholischen Kapelle St. Rochus und Sebastian in Hupprechts und ihrer Vorgängerbauten.          | D-7-8327-0139 |      |

### Bodendenkmäler in der Gemarkung Niedersonthofen
| Lage                       | Objekt | Akten-Nr.     | Bild |
| -------------------------- | --- | ------------- | ---- |
| Niedersonthofen (Standort) | Burgstall des Mittelalters (Hof). | D-7-8327-0030 |      |
| Niedersonthofen (Standort) | Burgstall des Mittelalters (Linsen). | D-7-8327-0031 |      |
| Niedersonthofen (Standort) | Mittelalterliche und frühneuzeitliche Befunde im Bereich der Katholischen Pfarrkirche St. Alexander in Niedersonthofen und ihrer Vorgängerbauten. | D-7-8327-0116 |      |
| Niedersonthofen (Standort) | Mittelalterliche und frühneuzeitliche Befunde im Bereich der ehemalige Burg in Niedersonthofen.                                                   | D-7-8327-0117 |      |
| Niedersonthofen (Standort) | Mittelalterliche und frühneuzeitliche Befunde im Bereich der Katholischen Kapelle St. Nikolaus und St. Magdalena in Linsen.                       | D-7-8327-0131 |      |

### Bodendenkmäler in der Gemarkung Waltenhofen
| Lage                   | Objekt | Akten-Nr.     | Bild                    |
| ---------------------- | --- | ------------- | ----------------------- |
| Waltenhofen (Standort) | Burgstall des Mittelalters (Schloßbühl). | D-7-8327-0015 |                         |
| Waltenhofen (Standort) | Burgstall des Mittelalters (Bergen). | D-7-8327-0016 |                         |
| Waltenhofen (Standort) | Burgstall des Mittelalters und der frühen Neuzeit (Fischen).                                                                                              | D-7-8327-0017 |                         |
| Waltenhofen (Standort) | Burgstall des Mittelalters (Rohr). | D-7-8327-0018 |                         |
| Waltenhofen (Standort) | Mittelalterliche und frühneuzeitliche Befunde im Bereich der Katholischen Pfarrkirche St. Martin und Alexander in Waltenhofen und ihrer Vorgängerbauten.  | D-7-8327-0020 |                         |
| Waltenhofen (Standort) | Burgstall des Mittelalters und der frühen Neuzeit (Rauns).                                                                                                | D-7-8327-0101 | Burgstall D-7-8327-0101 |
| Waltenhofen (Standort) | Burgstall des Mittelalters sowie mittelalterliche und frühneuzeitliche Befunde im Bereich der abgegangenen Kirche St. Vitus und ihres Friedhofs in Veits. | D-7-8327-0102 |                         |
| Waltenhofen (Standort) | Mittelalterliche und frühneuzeitliche Befunde im Bereich der Katholischen Filialkirche St. Cosmas und Damian in Rauns und ihres aufgelassenen Friedhofs.  | D-7-8327-0105 |                         |
| Waltenhofen (Standort) | Gräber vor- und frühgeschichtlicher, mittelalterlicher oder frühneuzeitlicher Zeitstellung.                                                               | D-7-8327-0150 |                         |